# Piscina reflectante

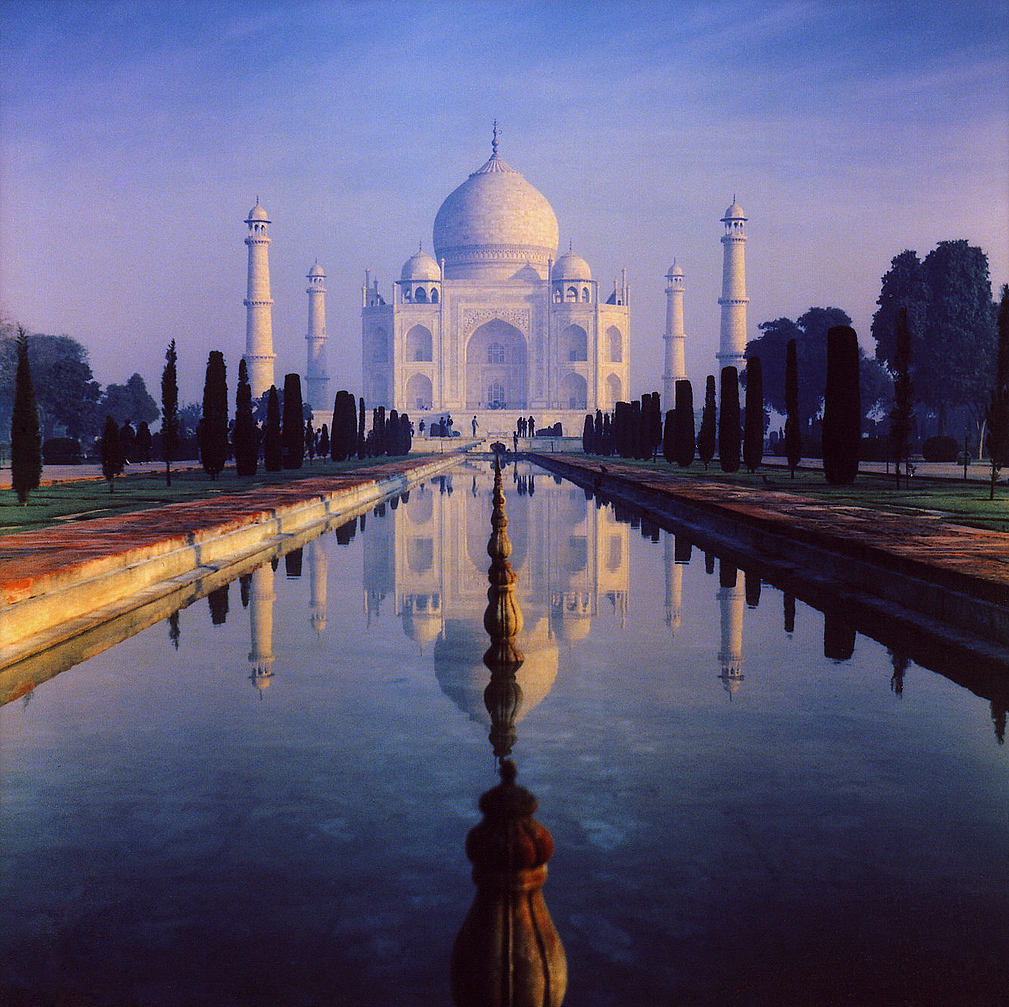
La piscina reflectante del Taj Mahal (Agra, India).

Una piscina reflectante o piscina reflectora, también llamado espejo de agua es una característica de agua embalsada de forma artificial que se puede encontrar en jardines, parques, y en sitios conmemorativos. Normalmente consta de una piscina superficial de agua en calma sin fuentes, para provocar el efecto reflectante en su superficie.

## Diseño
Las piscinas reflectantes son a menudo diseñadas con el piso de cuenca exterior con el brocal ligeramente más profundo que el área central para suprimir formación ondulatoria. Sus orígenes están en los antiguos jardines persas.

## Lista de piscinas notables

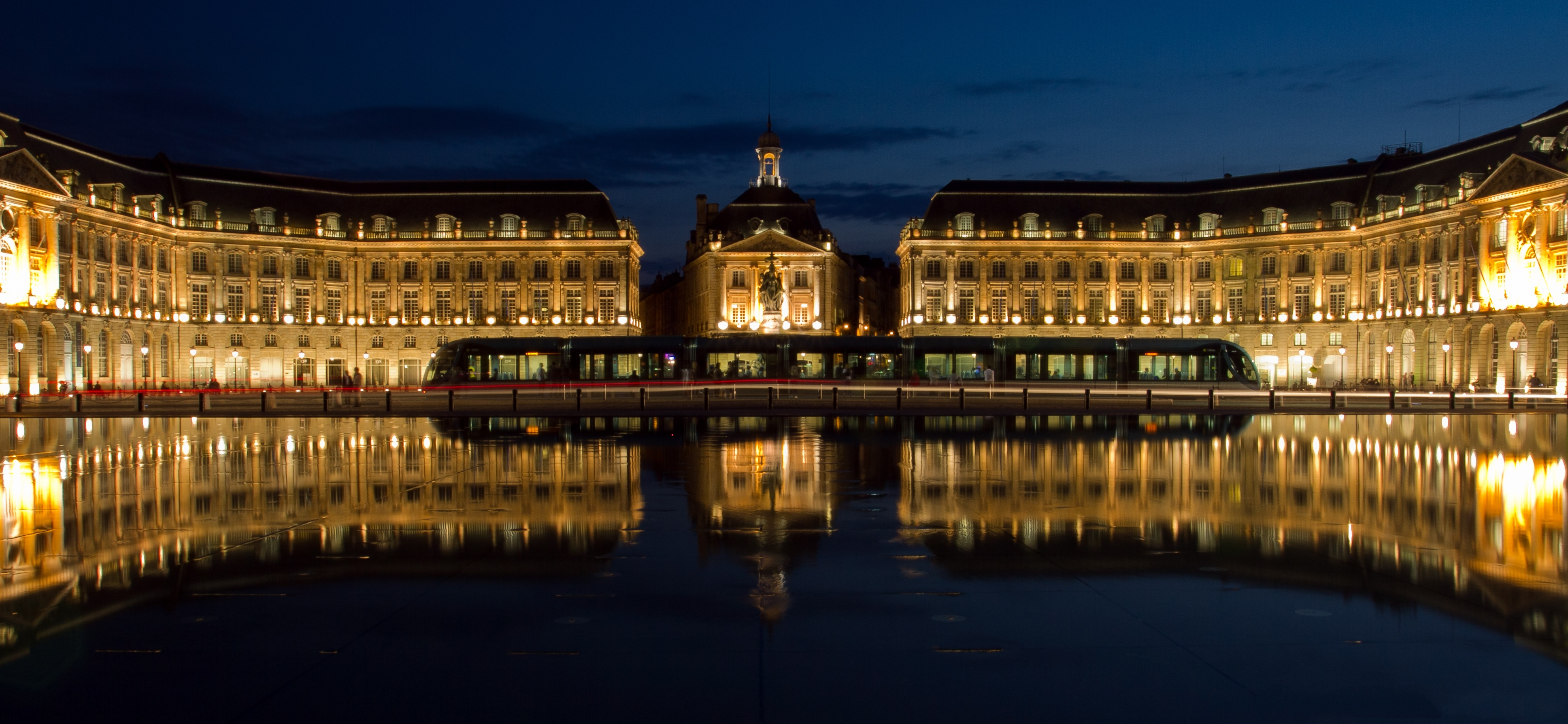
El Miroir d'eau por noche en Burdeos, Francia.

- El Miroir d'eau (espejo de agua) en Place de la Bourse en Burdeos, Francia, es la piscina reflectante más grande del mundo.[1]
- El jardín Mughal cuyas piscinas reflejan el Taj Mahal en Agra, India.
- La piscina reflectante del Patio de los Arrayanes, en la Alhambra de Granada, España.
- El Palacio de Chehel Sotún en Irán.
- La Piscina Reflectante Conmemorativa de Lincoln, y la Piscina Reflectante del Capitolio, en Washington D. C.
- El modernista Palácio Planalto y Palácio da Alvorada en Brasilia, Brasil.
- La Piscina reflectante del Templo de Debod, en Madrid (España).
- El Centro del Rey en Atlanta, Georgia que conmemora a Martin Luther King, Jr.
- El Monumento Nacional de Oklahoma City, en el sitio del atentado de Oklahoma.
- Piscina reflectora en la Ciudad de las Artes y las Ciencias (Valencia, España)
- El Hollywood Bowl en Los Ángeles, California, una piscina reflectante anterior estuvo localizada delante del estadio, circa 1953 - 1972.[2]
- El Museo y Monumento Conmemorativo del 11S, localizado en Nueva York, tiene dos piscinas reflectantes en la ubicación donde se encontraban las Torres Gemelas.

## Galería

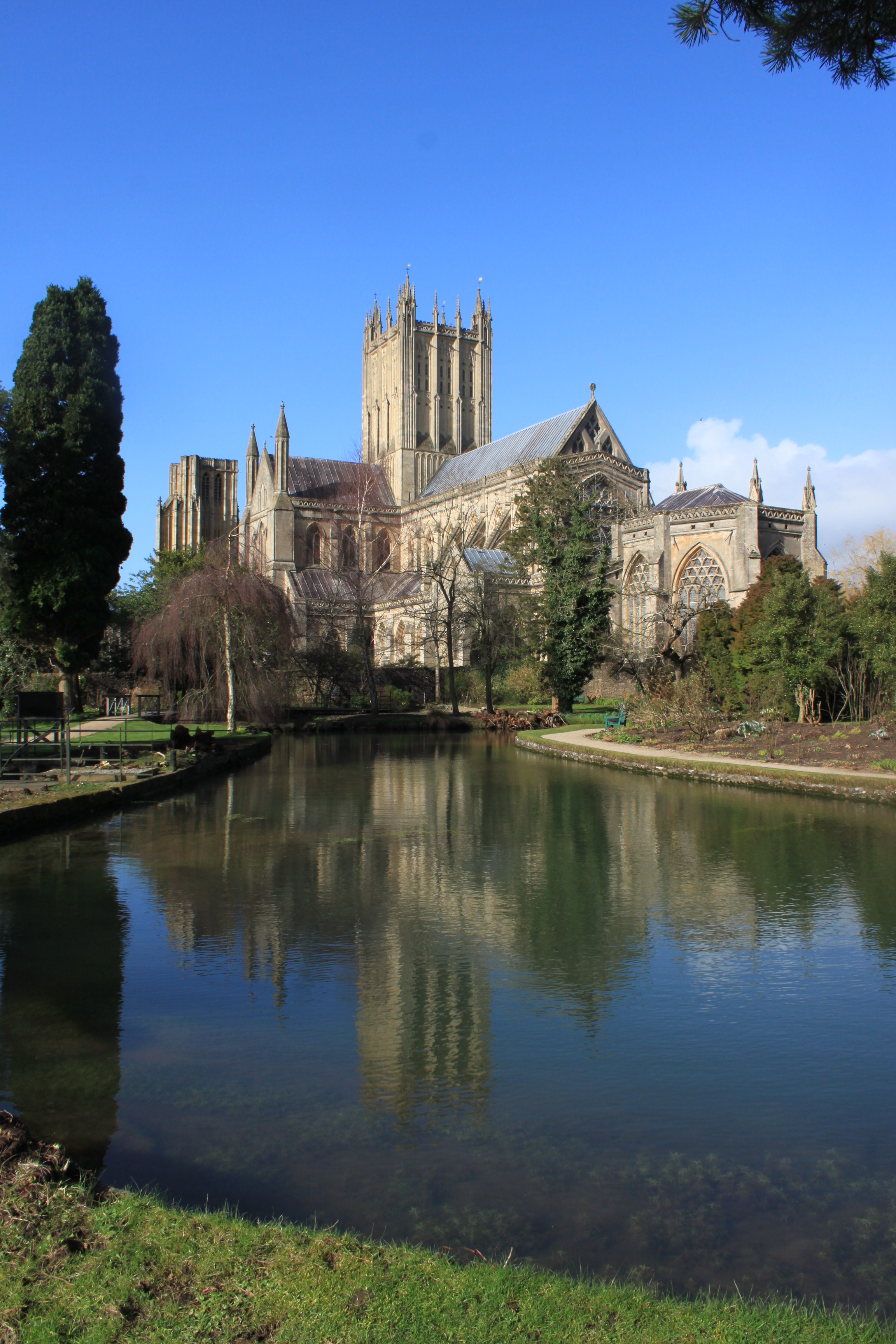
Catedral de Wells en la piscina reflectante del jardín del palacio del Obispo.
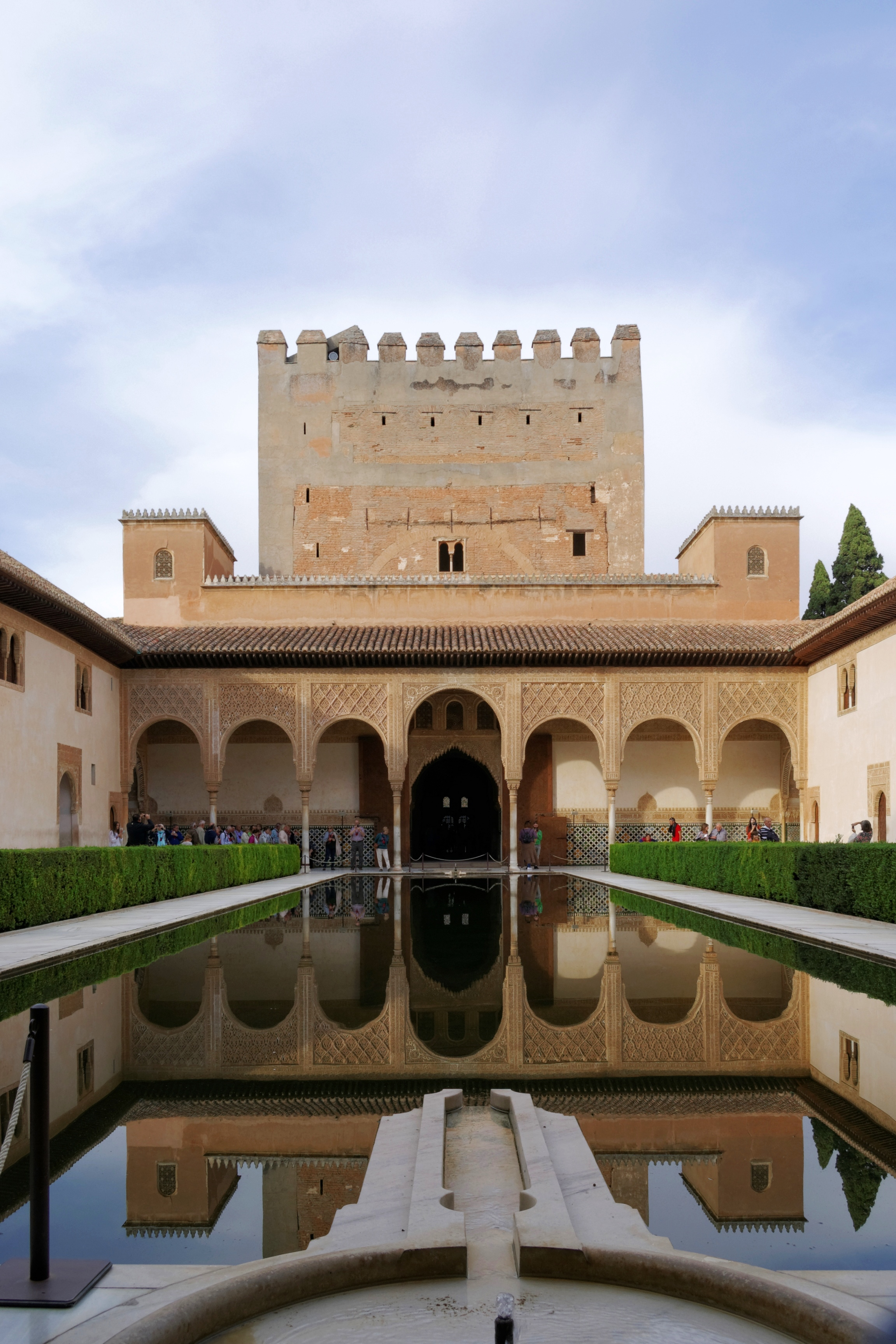
La piscina reflectante en el Patio de los Arrayanes, en la Alhambra de Granada, España.
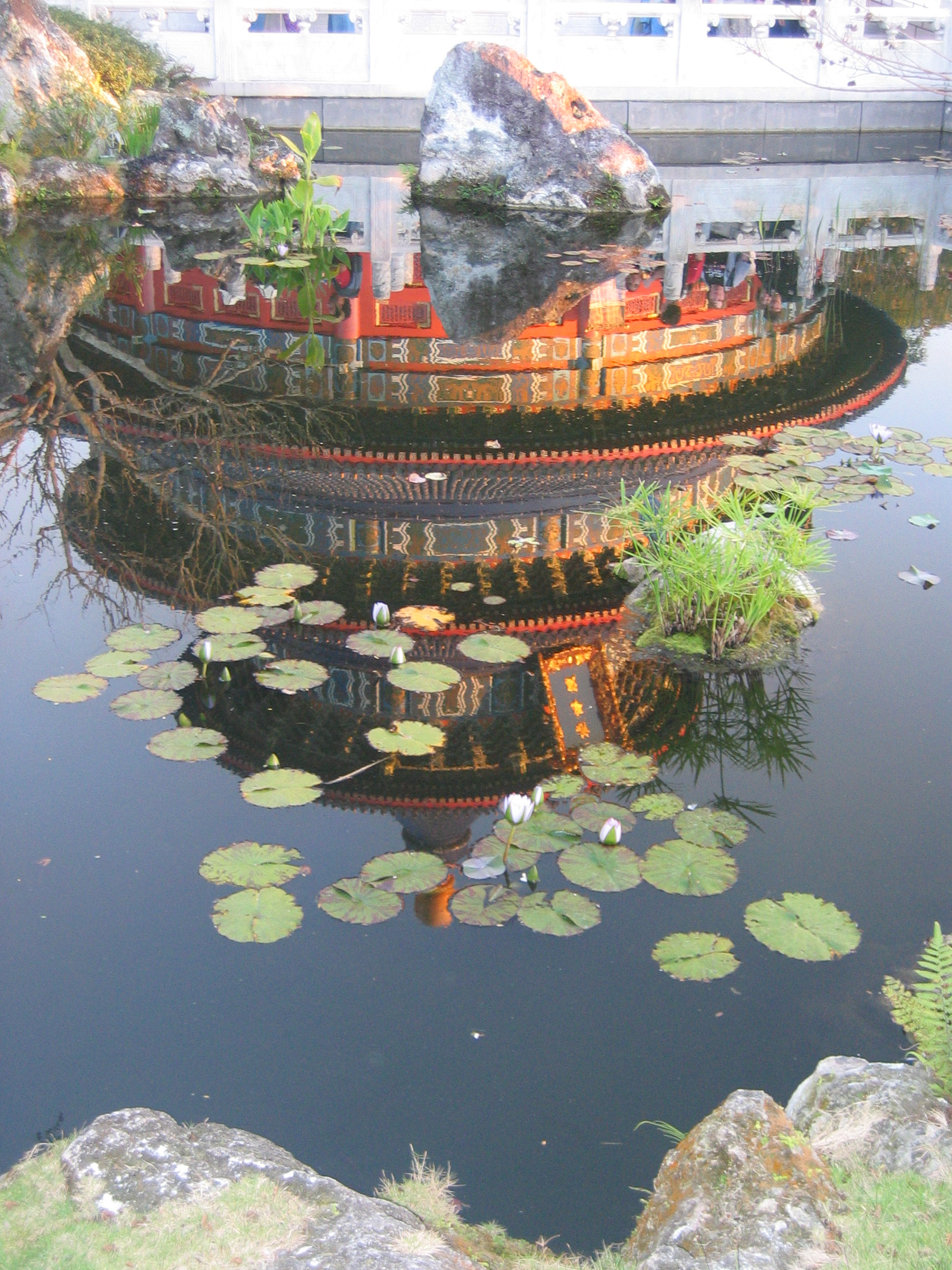
Piscina reflectora en el Pabellón de China, Epcot, Florida.
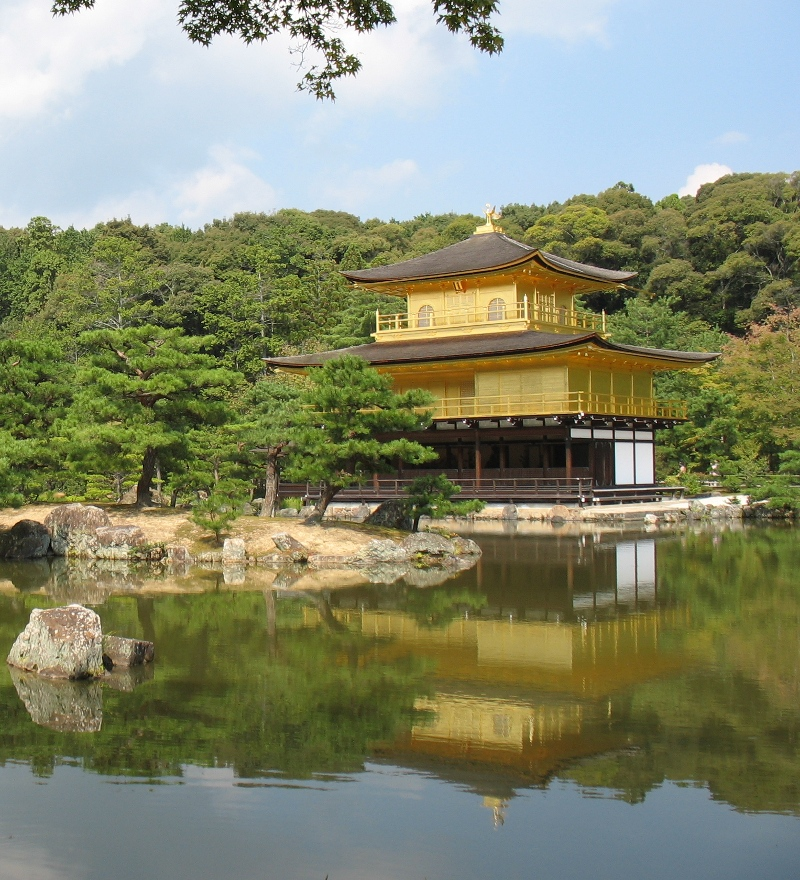
Piscina reflectora del Kinkakuji (Pabellón Dorado), Kioto, Japón.

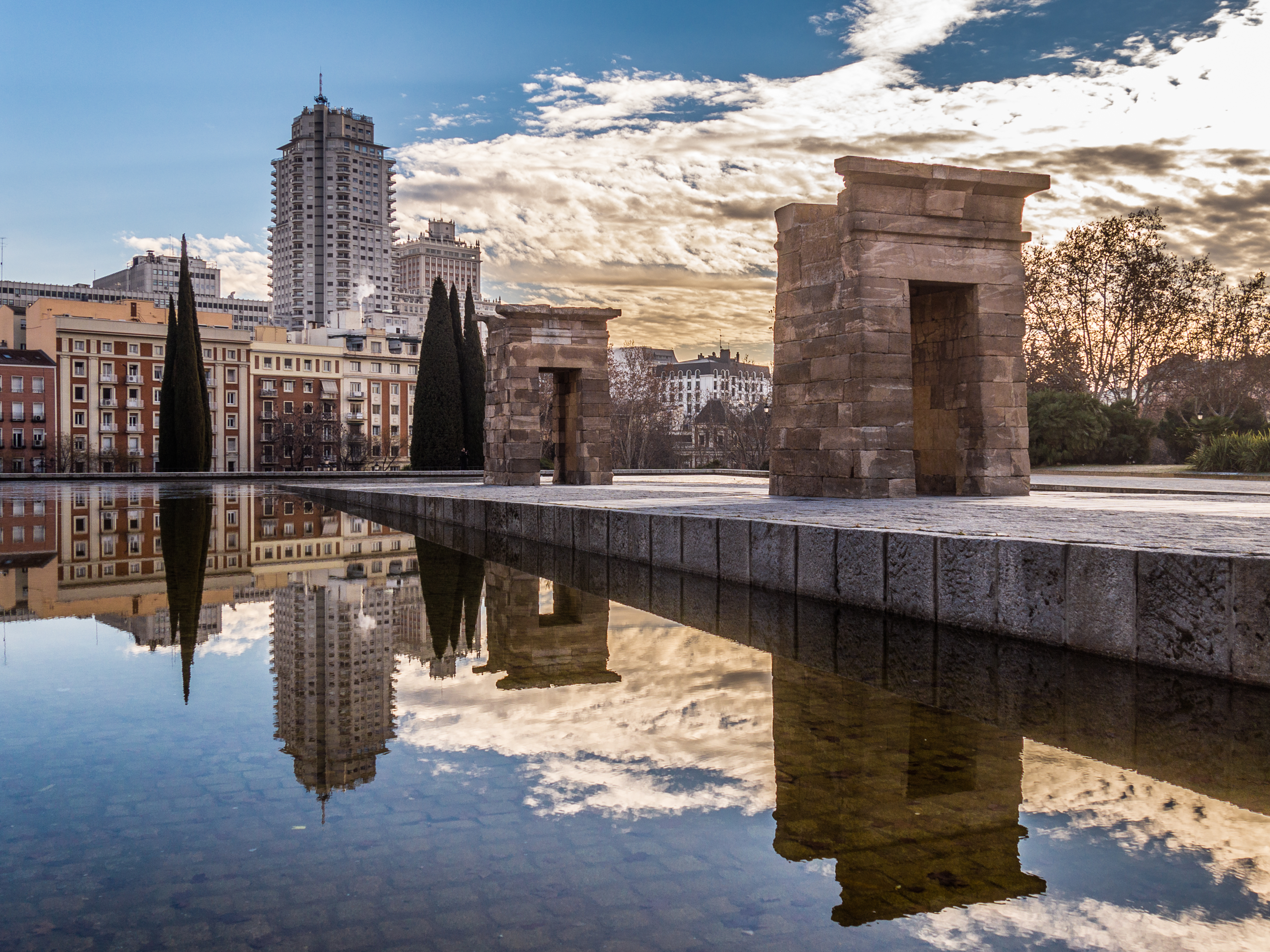
Piscina reflectante del Templo de Debod, Madrid (España).
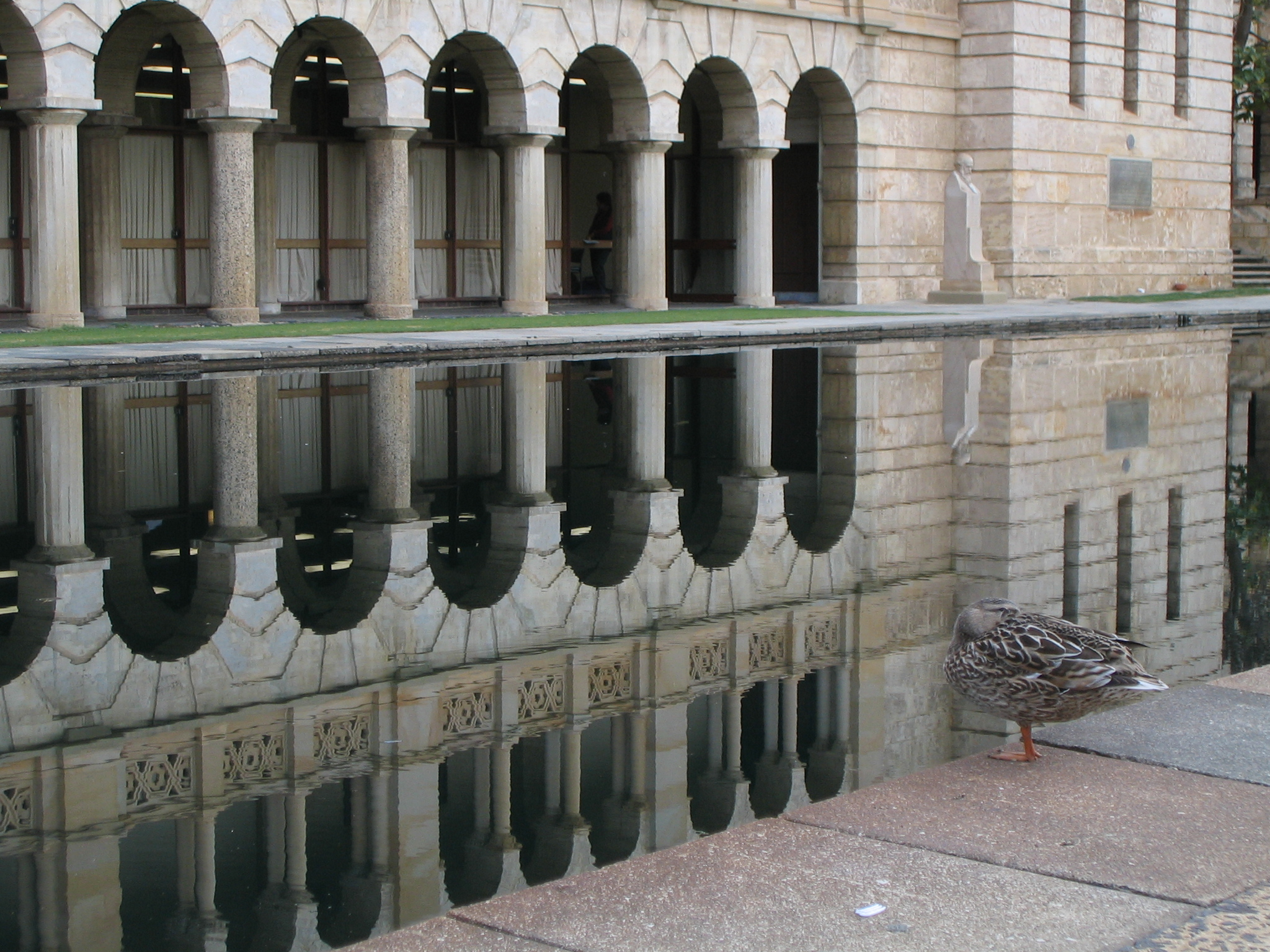
Piscina reflectora en la Universidad de Australia Occidental.
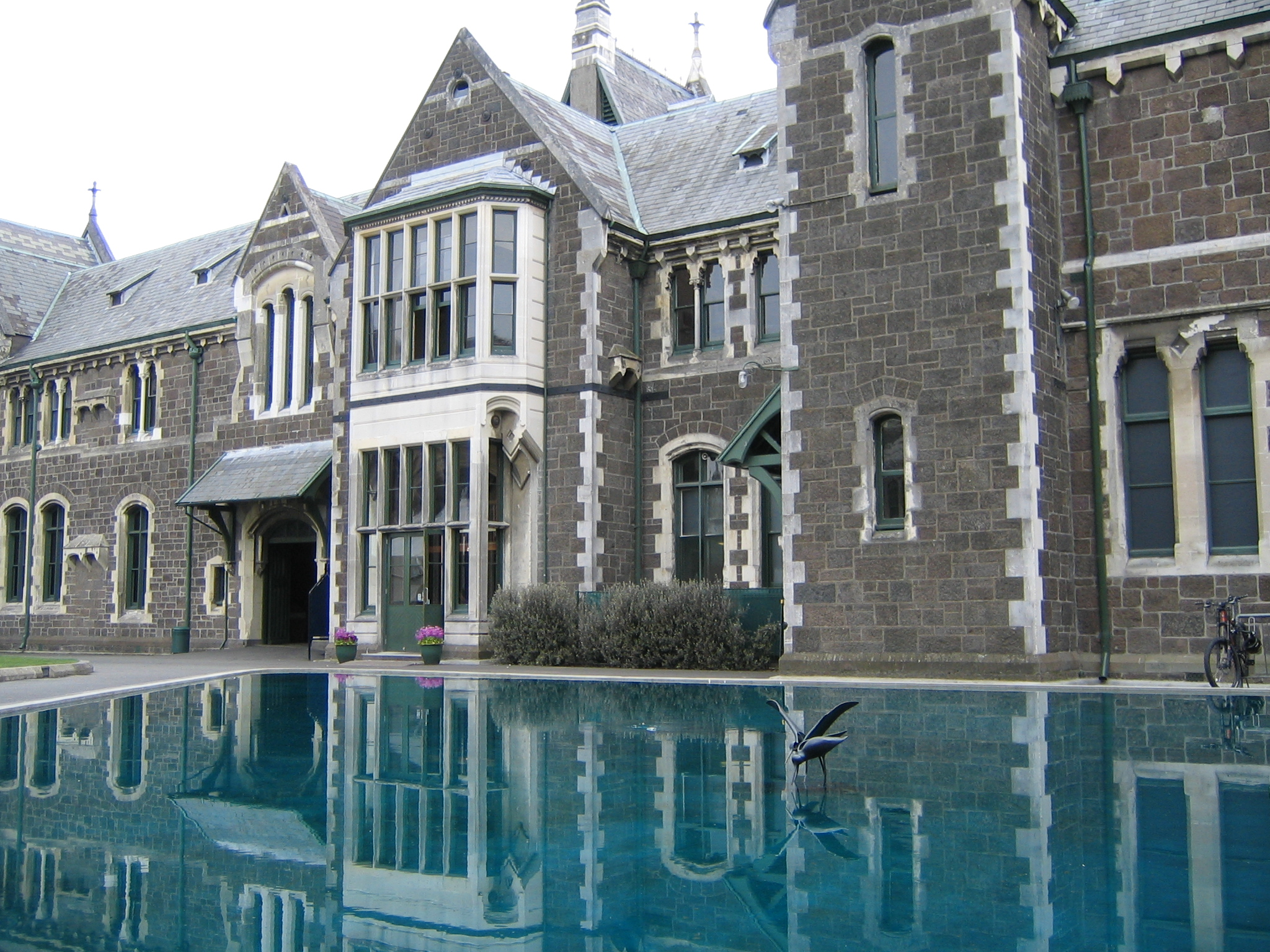
Piscina reflectante en el Centro de arte de Christchurch en Nueva Zelanda.
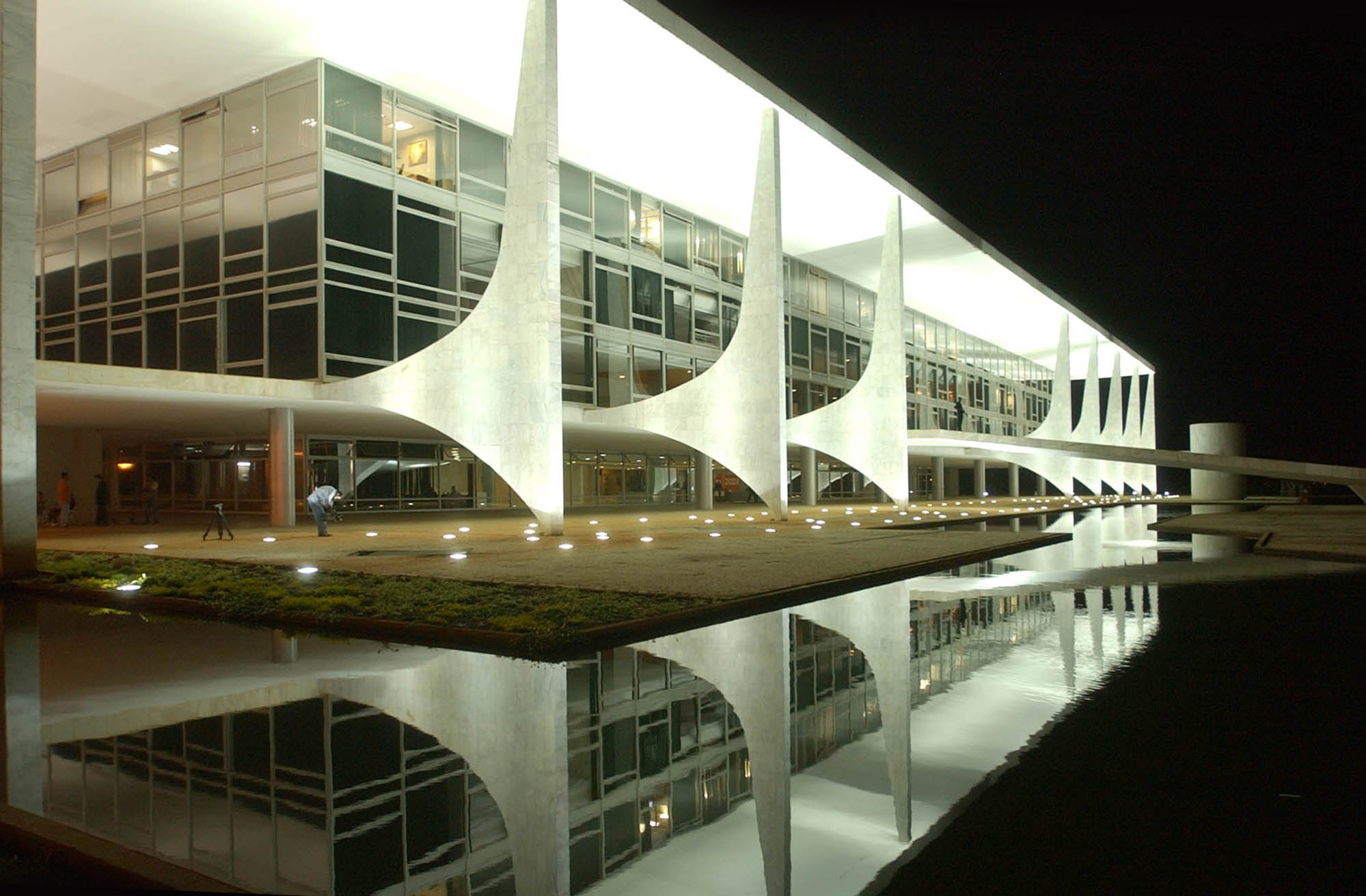
Piscina reflectora del Palacio Planalto, en la ciudad capital modernista de Brasil, Brasilia.

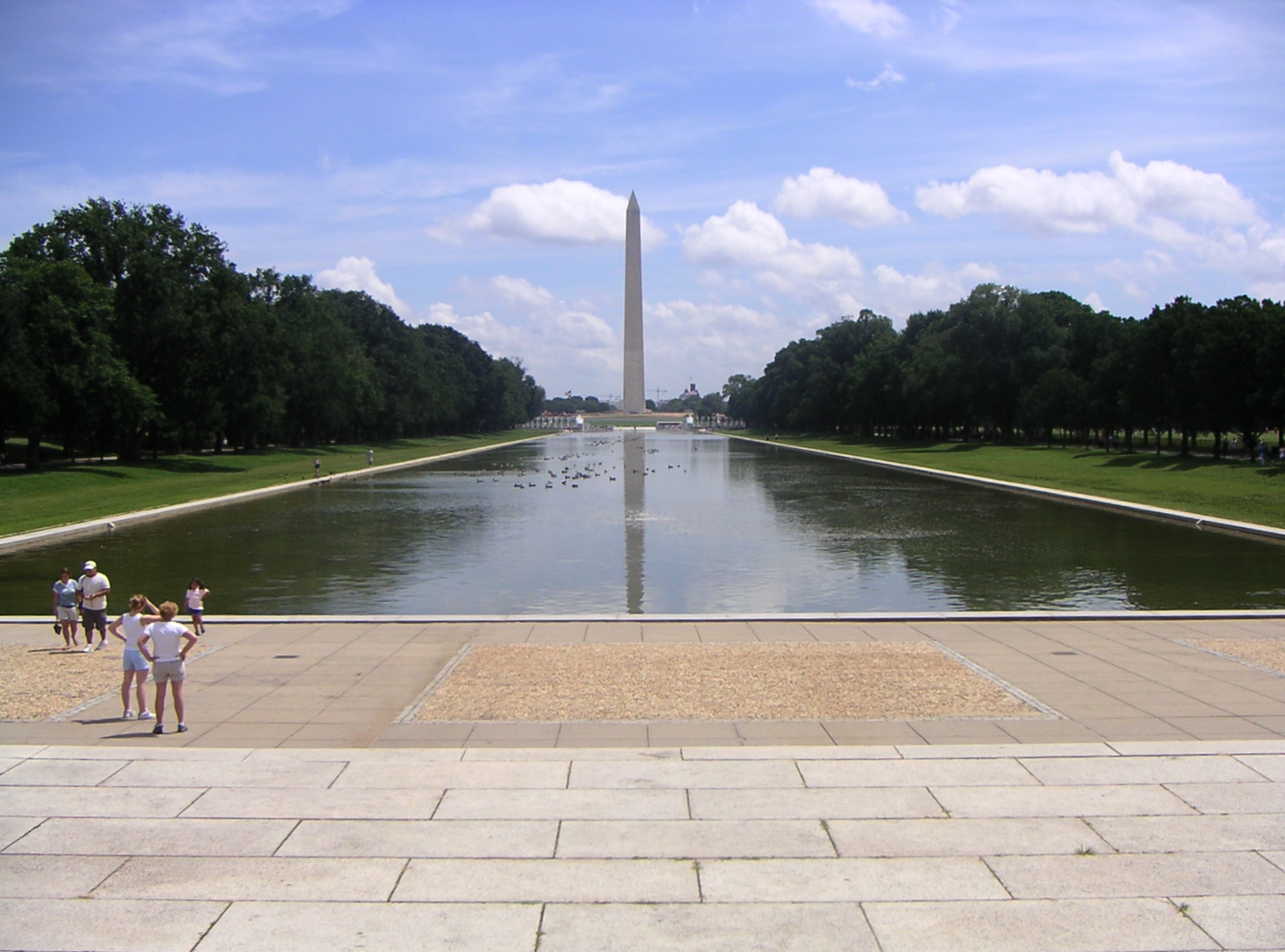
Monumento a Washington desde la Piscina Reflectora Conmemorativa de Lincoln en Washington D.C..
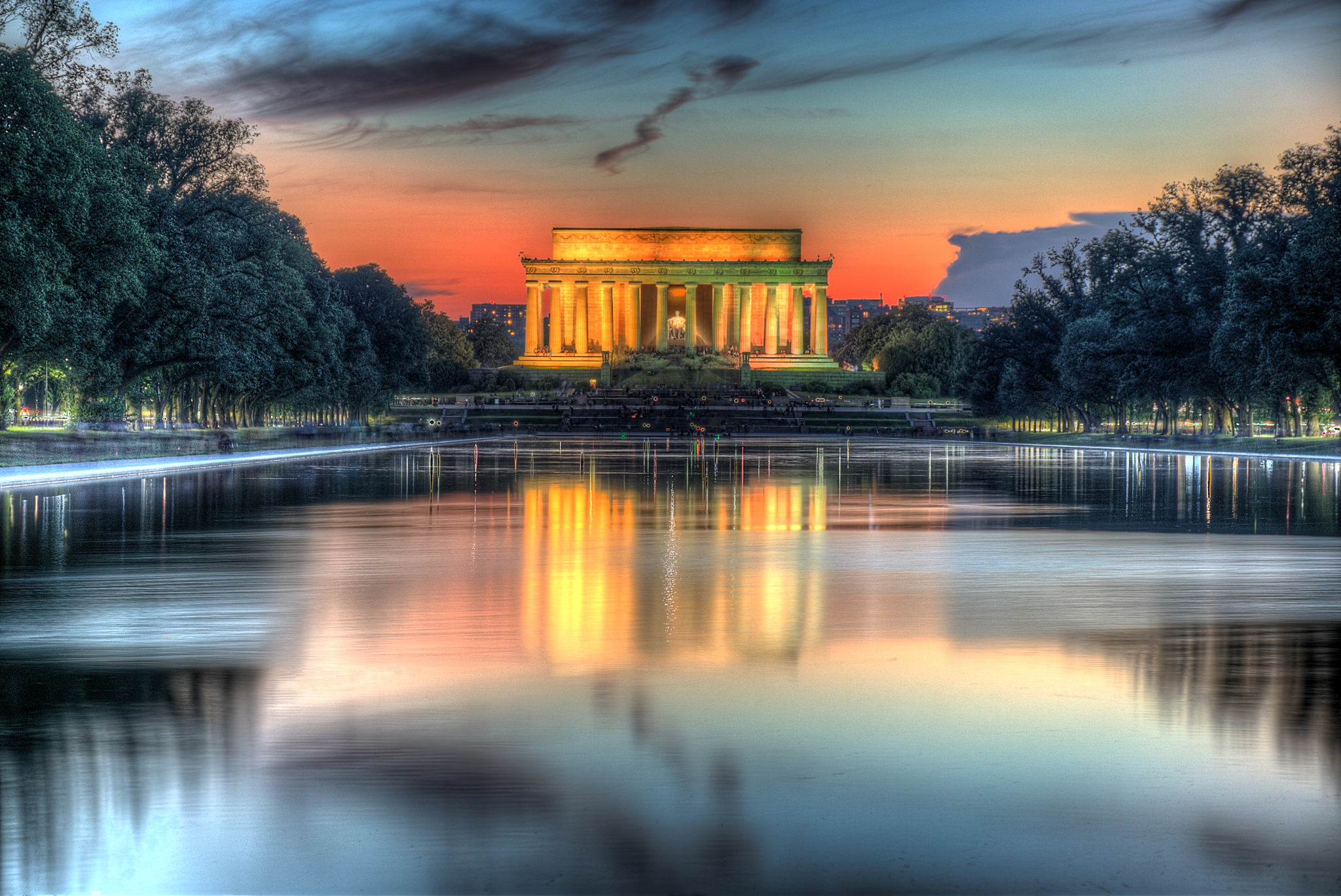
Monumento a Lincoln y Piscina Reflectora Conmemorativa en Washington, D.C..
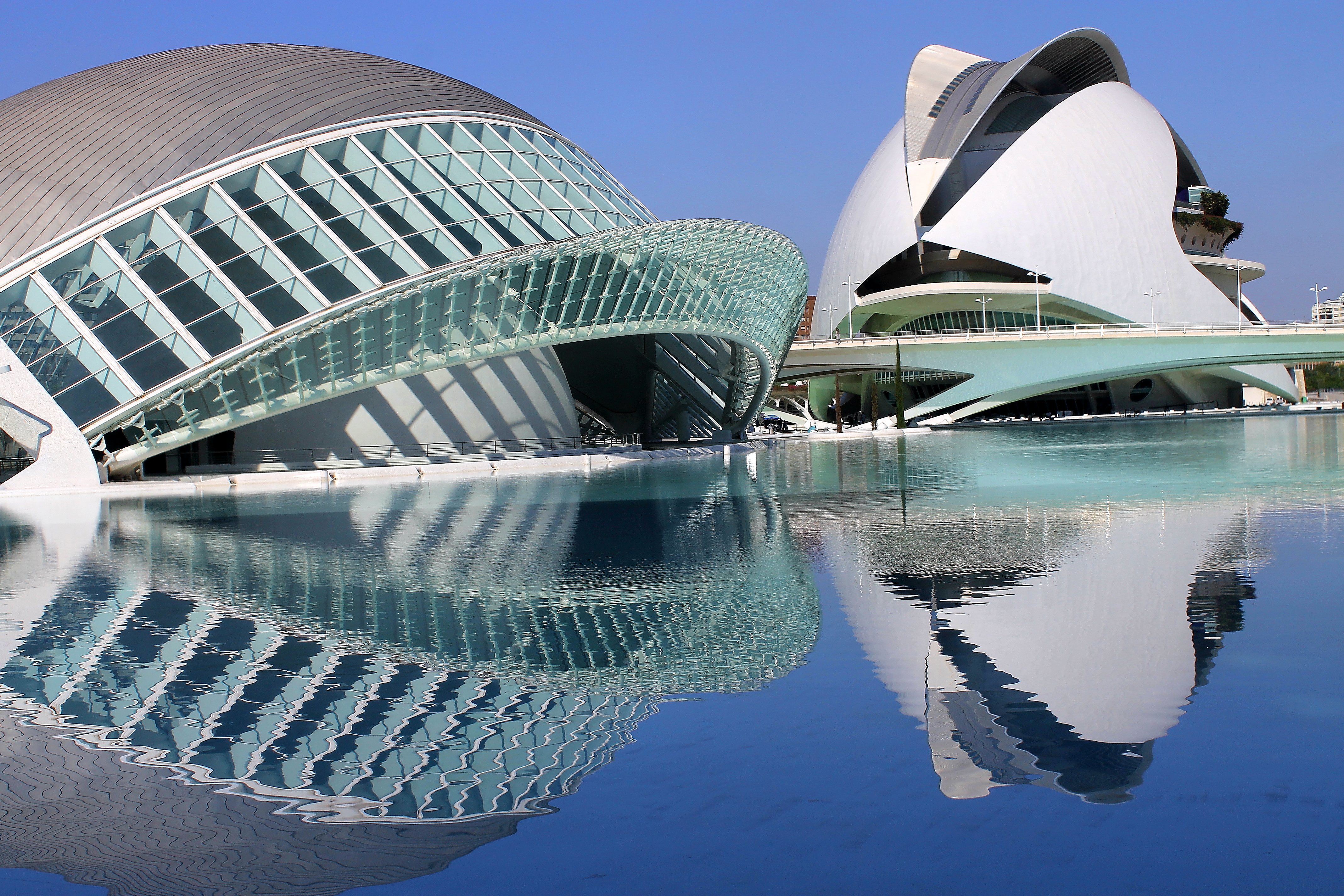
Piscina reflectora en la Ciudad de las Artes y las Ciencias (Valencia, España)
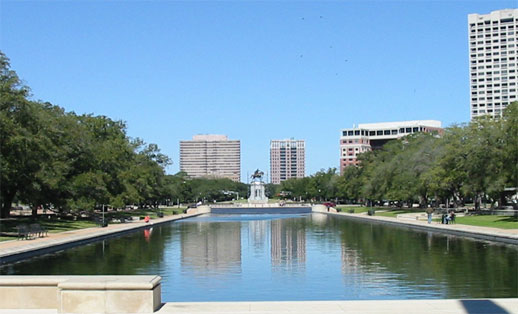
Piscina reflectora en Parque Hermann en Houston, Texas.